# Махадева

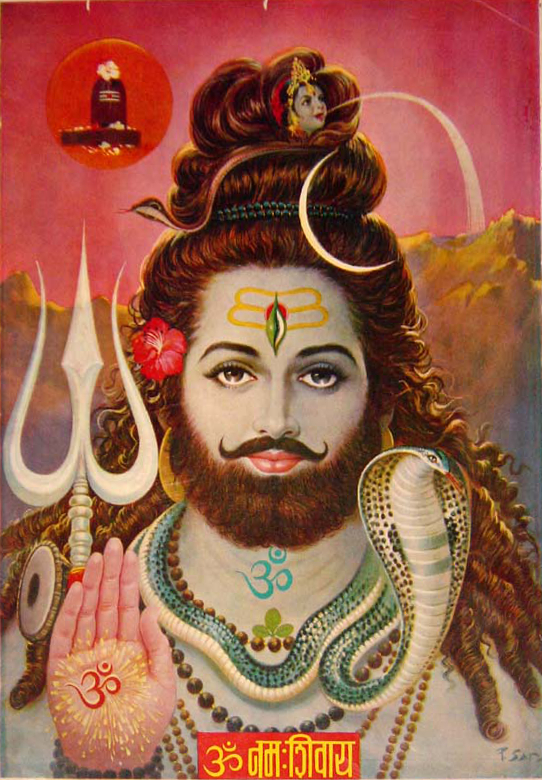
Бог Шива

Махадева (санскр. महादेव Mahādeva; хинди: Mahadev) — термин в индуизме, означающий великий (маха) Бог (дэва), «величайший Бог»; имя индуистского Бога Шивы (реже Вишну) или одного из его аспектов, или сопутствующих божеств; один из эпитетов Рудры.

## В индуизме
Согласно Падма-Пуране, Махадева — одно из восьми имен Рудры, данных ему Брахмой. Махадева является одним из нескольких имен и аспектов Шивы, который также рассматривается многими как первый йог или гуру йоги. Он входит в число восьми форм «муртьяштака» Шивы или одиннадцати форм Рудры. По цвету лица он может быть синим или белым. У него три глаза, а волосы уложены в виде короны спутанных волос — джата-мукута. У него может быть и обычная корона.
В соответствии с Амшумадбхедагамой (Aṃśumadbhedāgama) и Шилпаратной (Śilparatna), Махадева считается первой из одиннадцати эманаций Рудры (Экадаша-Рудра). Образы данного аспекта Шивы должны иметь три глаза и четыре руки белого цвета. Он также должен быть одет в белую одежду и стоять прямо (samabhaṅga) на лотосном пьедестале (padmapitha). Он должен быть украшен всеми украшениями и гирляндами, состоящими из всех цветов и держать переднюю правую руку в абхайе, а переднюю левую руку в позе варада, в то время как в задней правой руке нести боевой топор, а в задней левой руке мригу (mṛga).

В Пуранах и Итихасах Махадева — это имя Шивы, упоминающееся в главе «Шива-пурана-махатмья», где он представляется в виде трехглазого Бога, вечного, которому преданно служили Вишну, Брахма и другие боги: «Он сиял, как десять миллионов солнц, и ему благоговейно служили Ганеша, Бхринги, Нандиша, Вирабхадрешвара и другие. Его шея имела синий оттенок; у него было пять лиц, три глаза, полумесяц как украшение на гербе, а его левая сторона приняла облик Гаури, обладавшей сиянием молнии. Он был бледен, как камфора и носил все украшения. Он был засыпан белым пеплом по всему телу и одет в белую ткань, он ярко сиял». Махадева также упоминается как одно из восьми имен Шивы (Śivanāma) в Шива-пуране (1.20), где объясняется способ поклонения глиняному фаллическому изображению (Pārthiva-liṅga) в соответствии с ведическими обрядами: «… восемь имен Шивы, а именно: Хара, Махешвара, Шамбху, Шулапани, Пинакадхрик, Шива, Пашупати и Махадева должны использоваться соответственно для обрядов принесения глины, замешивания, установки, заклинания, церемониального омовения, поклонения, жажды терпения и ритуального прощания. Каждое имя должно начинаться с префикса Oṃkāra. Имя должно использоваться в дательном падеже, добавляя Namaḥ. Обряды должны выполняться соответственно с большой преданностью и радостью".

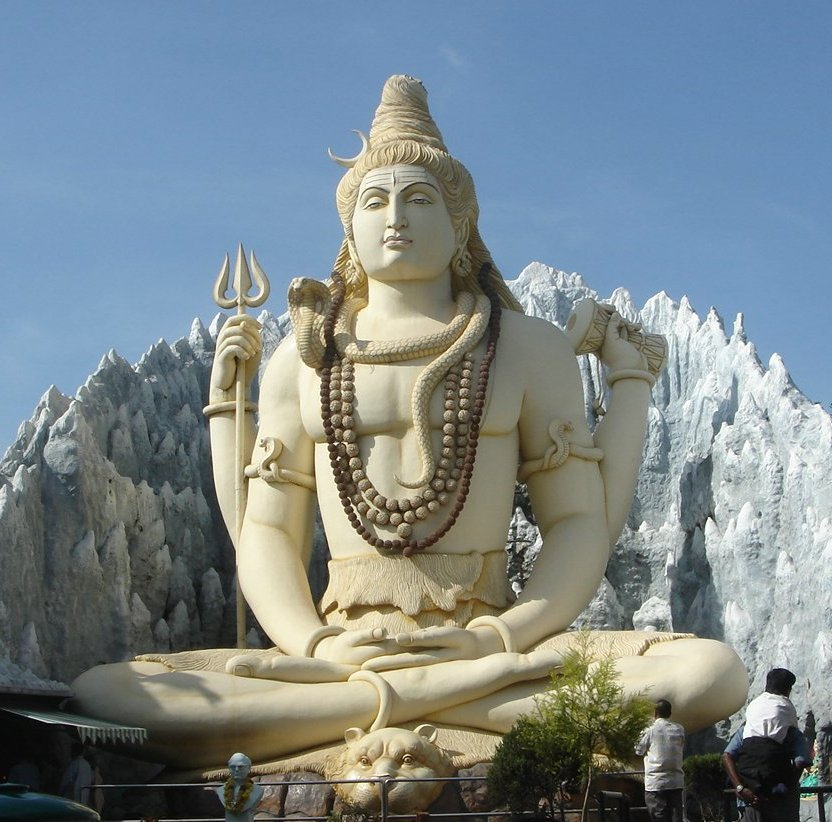
Статуя Шивы высотой около 20 метров, сделанная из бетона. Находится в Бангалоре, Индия.

Махадева влияет на то, как вселенная создается, поддерживается и растворяется, согласно одной из Упапуран в шайвизме: «Эта вселенная с внешней стороны окружена водой, огнем, воздухом, акашей и землей, бхутади, а затем махат и авьякта, каждая из которых в десять раз больше земли. Таким образом, существует семь покрытий. Вселенная подобна кокосовому фрукту с различными оболочками. В надлежащее время, снова вызывая преобладание тамаса, Бог в своей форме Рудры пожирает вселенную и снова создает её в своей форме Брахмы. Он поддерживает мир в своей форме Вишну. Создание Вселенной, её поддержание и окончательное разрушение — все это достигается игрой (свалилая) Господа Махадевы».
В Саура-пуране Махадева — божество, которому поклоняются в месяц Пхалгуна для Анангатраёдаши-враты, соблюдаемый в честь Шивы для приобретения добродетели, большой удачи, богатства и для уничтожения грехов... Эта врата должна совершаться в течение года от Маргаширы. В Дхармашастрах Махадева — это имя божества, которое можно вызывать посредством определённого ритуала (Манавагтхьясутра 2.14), где он призывается, когда кто-то страдает от одержимости. По словам Р. Ч. Хазра в своем поклонении Ганапати: «этот обряд является одновременно искупительным и умилостивительным по своей природе, и в нём должны быть предложены различные вещи, включая мясо и рыбу (как сырое, так и приготовленное), вино и пирожное».
В Натьяшастрах (3.1-8) Махадева — имя Бога, «создателя всех миров», которому следует поклоняться во время рангапуджи. Соответственно, мастер драматического искусства, инициированный для этой цели, должен освятить театр после того, как он поклонился (например, Махадеве).

## В джайнизме
В традиции шветамбары джайнизма Махадева (महादेव) относится к классу божеств кимпурушей, когда как дигамбара не признает этот класс. Кимпуруши относятся к категории божеств вьянтаров, которая представляет один из четырёх классов небесных существ (дэвов). По мнению дигамбары, кимпуруши имеют золотой цвет, а шветамбары — белый цвет лица. Божества, как Махадевы, указаны в древних джайнских космологических текстах, таких как Самграханиратна в традиции шветамбара или Тилояпаннати Ятивришабхи в традиции дигамбара.
Согласно Джнянарнаве XI века, трактату о джайнской йоге, Махадева относится к «Великому божеству» — Рудре.

## В буддизме
1). В тибетском буддизме Махадева (महादेव) — это имя Татхагаты (Будды), упомянутого как присутствовавшего в VI веке на учениях Манджушри-мула-кальпы — одной из крупнейших крийя-тантр, посвященных Манджушри (Бодхисаттве мудрости), представляющей энциклопедию знаний, в основном связанных с ритуалами, элементами в буддизме. Учения в этом тексте исходят от Манджушри и были преподаны Буддой Шакьямуни и самим Буддой в присутствии большой аудитории (включая Махадеву).
Махадева также относится к группе божеств, призванных с помощью Ямантака-мантры и упомянутых как присутствующие на учениях Манджушри-мула-кальпы.
2). Махадева — монах, встречающийся в различных источниках ранних буддийских школ, одна из которых описывает его как основателя и лидера направления махасангхика, вызвавшего раскол общины на две группы — стхавиравада и махасангхика. Главная причина возникших разногласий была связана с тем, что Махадева предъявил ряд тезисов, включавших сомнения в незыблемости духовного статуса архата, на котором настаивали последователи «старцев» (стхавиры), в результате чего большинство (махасангхи) встало на сторону Махадевы, а меньшая часть (стхавиры) оказалась против него.
Согласно Парамартхе (IV век н. э.), монах Махадева — основатель школы Чайтика, являющейся одной из 18 школ раннего буддизма, образованной вследствие внутреннего раскола махасангхики приблизительно во II веке до н. э.
Э. Конзе писал: «Примерно через 100—200 лет после нирваны Будды между востоком и западом возникло некоторое разобщение и соперничество. Примерно ко временам Ашоки разногласия внутри общины привели к первому расколу».